# Li Zhenshi
Li Zhenshi, auch Li Chen-Shih, chinesisch 李振恃, Pinyin Lǐ Zhènshì, (* 29. Oktober 1949 in Liaoning) ist ein chinesischer Tischtennisspieler. In den 1970er und Anfang der 1980er Jahre gewann er vier Titel bei Weltmeisterschaften.

## Werdegang
Von 1975 bis 1981 nahm Li Zhenshi an vier Weltmeisterschaften teil. Dabei wurde er 1977 mit Liang Geliang und 1981 mit Cai Zhenhua Doppelweltmeister. Mit der chinesischen Herrenmannschaft gewann er 1975 und 1977 Gold. 1979 stand er mit Yan Guili im Mixed-Endspiel. Das Halbfinale erreichte er ebenfalls 1979 im Einzel und im Doppel mit Wang Huiyuan.
Auch bei den Asienmeisterschaften war er mehrmals erfolgreich. Hier wurde er 1974 und 1976 Asienmeister mit der chinesischen Mannschaft. Das Finale erreichte er 1974 im Doppel mit Diao Wenyuan und Mixed mit Zhang Li sowie 1976 im Doppel mit Liang Geliang.
Im Worldcup 1980 wurde er Zweiter im Einzel.
In der ITTF-Weltrangliste belegte Li Zhenshi im Juli 1979 Platz vier.
1981 beendete er seine Karriere als Leistungssportler. Zunächst arbeitete er danach als Trainer. 1991 emigrierte er in die USA, wo er amerikanische Nationalmannschaft trainierte.

## Privat
Li Zhenshi war bis zu ihrem Tod im Februar 2019 verheiratet mit der mehrfachen Weltmeisterin Zhang Li. Ihre Tochter ist die Tischtennisspielerin Li Nan. Heute lebt er in den USA.

## Turnierergebnisse
| Verband | Veranstaltung           | Jahr | Ort        | Land | Einzel        | Doppel     | Mixed         | Team |
| ------- | ----------------------- | ---- | ---------- | ---- | ------------- | ---------- | ------------- | ---- |
| CHN     | Asienmeisterschaft ATTU | 1976 | Pyongyang  | PRK  | letzte 16     | Silber     | Halbfinale    | 1    |
| CHN     | Asienmeisterschaft ATTU | 1974 | Yokohama   | JPN  | Halbfinale    | Silber     | Silber        | 1    |
| CHN     | Asienspiele             | 1974 | Teheran    | IRI  | Viertelfinale | Silber     |               | 1    |
| CHN     | Weltmeisterschaft       | 1981 | Novi Sad   | YUG  | letzte 64     | Gold       | Viertelfinale |      |
| CHN     | Weltmeisterschaft       | 1979 | Pyongyang  | PRK  | Halbfinale    | Halbfinale | Silber        | 2    |
| CHN     | Weltmeisterschaft       | 1977 | Birmingham | ENG  | letzte 64     | Gold       | Halbfinale    | 1    |
| CHN     | Weltmeisterschaft       | 1975 | Calcutta   | IND  | letzte 64     | letzte 32  | keine Teiln.  | 1    |
| CHN     | World Cup               | 1980 | Hong Kong  | HKG  | Silber        |            |               |      |